# Smarty

## Introdução
O Smarty é uma biblioteca para o PHP que tem a finalidade de separar : 
- a interface gráfica do utilizador
- a Programação lógica.

Ou seja o designer cria um Web template e o programador a aplicação em si, podendo assim não serem a mesma pessoa, o que pode deixar o sistema mais organizado, pois pode-se fazer um alteração na lógica sem ter a necessidade de alterar alguma coisa no Web template e vice-versa. A classe basicamente substitui informações entre tags nos Web template HTML, pelos dados assinalados e relacionados pelo php no Web template HTML pronto através do SMARTY.
A biblioteca possui um compilador interno que interpreta uma sintaxe própria auxiliando certos trabalhos como loops e condições lógicas nos próprios templates.

## Principais Características
- Engine oficializada pela php.net
- Verifica antes de compilar os Web template se já foram compilados
- Configurável, podendo assim alterar os delimitadores e funções
- Fácil implementação de Plugins

## Árvore de Diretório
- / arquivos de lógica
- /configs - Arquivos de configuração. É possível por adicionar um título padrão para todo sistema
- /libs - Bibliotecas do Smarty, que contem a classe principal
- /templates - Diretório padrão para localização dos templates
- /templates_c - Diretório para cache

Todos esses nomes e localizações podem ser alterados, de acordo com necessidade do programador.